# نادي إيبار
نادي إيبار (بالإسبانية: Sociedad Deportiva Eibar, S.A.D.)‏ هو نادي كرة قدم إسباني من مدينة إيبار الواقعة في منطقة إقليم الباسك، شمال إسبانيا. تأسس النادي عام 1940.

## تشكيلة الفريق

### التشكيلة الحالية
آخر تحديث في 25 مايو 2019.

ملاحظة: تشير الأعلام إلى المنتخب الوطني على النحو المحدد في قواعد الأهلية للفيفا. قد يحمل اللاعبون أكثر من جنسية واحدة غير تابعة للفيفا.
| الرقم | البلد     | المركز | اللاعب                               |
| ----- | --------- | ------ | ------------------------------------ |
| 1     | صربيا     | حارس   | ديميتروفيتش                          |
| 3     | إسبانيا   | مدافع  | بيدرو بيغاس                          |
| 4     | إسبانيا   | مدافع  | إيفان راميس                          |
| 5     | الأرجنتين | وسط    | جونزالو إسكالانتي                    |
| 6     | إسبانيا   | وسط    | سيرجيو ألفاريز دياث                  |
| 7     | إسبانيا   | مهاجم  | مارك كاردونا (إعارة من نادي برشلونة) |
| 8     | السنغال   | وسط    | باباكولي ديوب                        |
| 9     | إسبانيا   | مهاجم  | سيرجي إنريتش                         |
| 11    | إسبانيا   | مدافع  | روبين بينيا                          |
| 13    | إسبانيا   | حارس   | أسيير رييسغو                         |
| 14    | تشيلي     | وسط    | فابيان أوريانا                       |

| الرقم | البلد     | المركز | اللاعب                          |
| ----- | --------- | ------ | ------------------------------- |
| 15    | إسبانيا   | مدافع  | خوسيه أنجيل فالديز              |
| 16    | الأرجنتين | وسط    | دي بلاسيس                       |
| 17    | إسبانيا   | مهاجم  | إنريكي غارسيا مارتينيز          |
| 18    | إسبانيا   | مدافع  | جوردي كالافيرا                  |
| 19    | البرازيل  | مهاجم  | تشارلز دياز دي أوليفيرا         |
| 20    | إسبانيا   | مدافع  | كوكوريلا إعارة من نادي برشلونة) |
| 21    | إسبانيا   | وسط    | بيدرو ليون                      |
| 22    | إسبانيا   | مهاجم  | بيري ميلا                       |
| 23    | إسبانيا   | مدافع  | أنايتز أربيا                    |
| 24    | إسبانيا   | وسط    | جوان جوردان                     |
| 25    | البرتغال  | مهاجم  | بيبي                            |

### اللاعبون المعارون
ملاحظة: تشير الأعلام إلى المنتخب الوطني على النحو المحدد في قواعد الأهلية للفيفا. قد يحمل اللاعبون أكثر من جنسية واحدة غير تابعة للفيفا.
| الرقم | البلد   | المركز | اللاعب                                 |
| ----- | ------- | ------ | -------------------------------------- |
|       | إسبانيا | حارس   | يون أندير فيليبي (إلى نادي لوغرونيس)   |
|       | إسبانيا | مدافع  | أوناي إلخيزابال (إلى نادي ألكوركون)    |
|       | إسبانيا | مدافع  | روخير إسكورويلا (إلى نادي ريال يونيون) |
|       | إسبانيا | مدافع  | يوردي كالافيرا (إلى نادي لوغو)         |
|       | إسبانيا | مدافع  | يون أندير أميليبيا (إلى نادي لوغرونيس) |

| الرقم | البلد   | المركز | اللاعب                                              |
| ----- | ------- | ------ | --------------------------------------------------- |
|       | إسبانيا | وسط    | إينييغو بارينيتشيا (إلى نادي سيستاو ريفر)           |
|       | إسبانيا | وسط    | سيرخيو غارسيا سالمون (إلى نادي لوغرونيس)            |
|       | إسبانيا | مهاجم  | بير مييا بينيا (إلى نادي جامعة مرسية)               |
|       | إسبانيا | مهاجم  | تايلور (إلى نادي لوغرونيس)                          |
|       | إسبانيا | مهاجم  | خوان فرانسيسكو غوارنيدو بلانكيز (إلى نادي لوغرونيس) |

تنتهي إعارة جميع اللاعبين في 30 يونيو 2017.
ملاحظة: تشير الأعلام إلى المنتخب الوطني على النحو المحدد في قواعد الأهلية للفيفا. قد يحمل اللاعبون أكثر من جنسية واحدة غير تابعة للفيفا.
| الرقم | البلد   | المركز | اللاعب                                 |
| ----- | ------- | ------ | -------------------------------------- |
|       | إسبانيا | حارس   | يون أندير فيليبي (إلى نادي لوغرونيس)   |
|       | إسبانيا | مدافع  | أوناي إلخيزابال (إلى نادي ألكوركون)    |
|       | إسبانيا | مدافع  | روخير إسكورويلا (إلى نادي ريال يونيون) |
|       | إسبانيا | مدافع  | يوردي كالافيرا (إلى نادي لوغو)         |
|       | إسبانيا | مدافع  | يون أندير أميليبيا (إلى نادي لوغرونيس) |

| الرقم | البلد   | المركز | اللاعب                                              |
| ----- | ------- | ------ | --------------------------------------------------- |
|       | إسبانيا | وسط    | إينييغو بارينيتشيا (إلى نادي سيستاو ريفر)           |
|       | إسبانيا | وسط    | سيرخيو غارسيا سالمون (إلى نادي لوغرونيس)            |
|       | إسبانيا | مهاجم  | بير مييا بينيا (إلى نادي جامعة مرسية)               |
|       | إسبانيا | مهاجم  | تايلور (إلى نادي لوغرونيس)                          |
|       | إسبانيا | مهاجم  | خوان فرانسيسكو غوارنيدو بلانكيز (إلى نادي لوغرونيس) |

تنتهي إعارة جميع اللاعبين في 30 يونيو 2017.